# Urku
Urku románul: Urcu, falu Romániában, a Bánságban, Krassó-Szörény megyében.

## Fekvése
Újsopot (Șopotu Nou) mellett fekvő település.

## Története
Urku románul: Urcu, korábban Újsopot (Şopotu Nou) része volt.
)
1910-ben 100  román lakosa, 1956-ban pedig 78 lakosa volt.
1966-ban 80, 1977-ben 68, 1992-ben 52, 2002-ben pedig 43 román lakosa volt.